# موئل مستدام

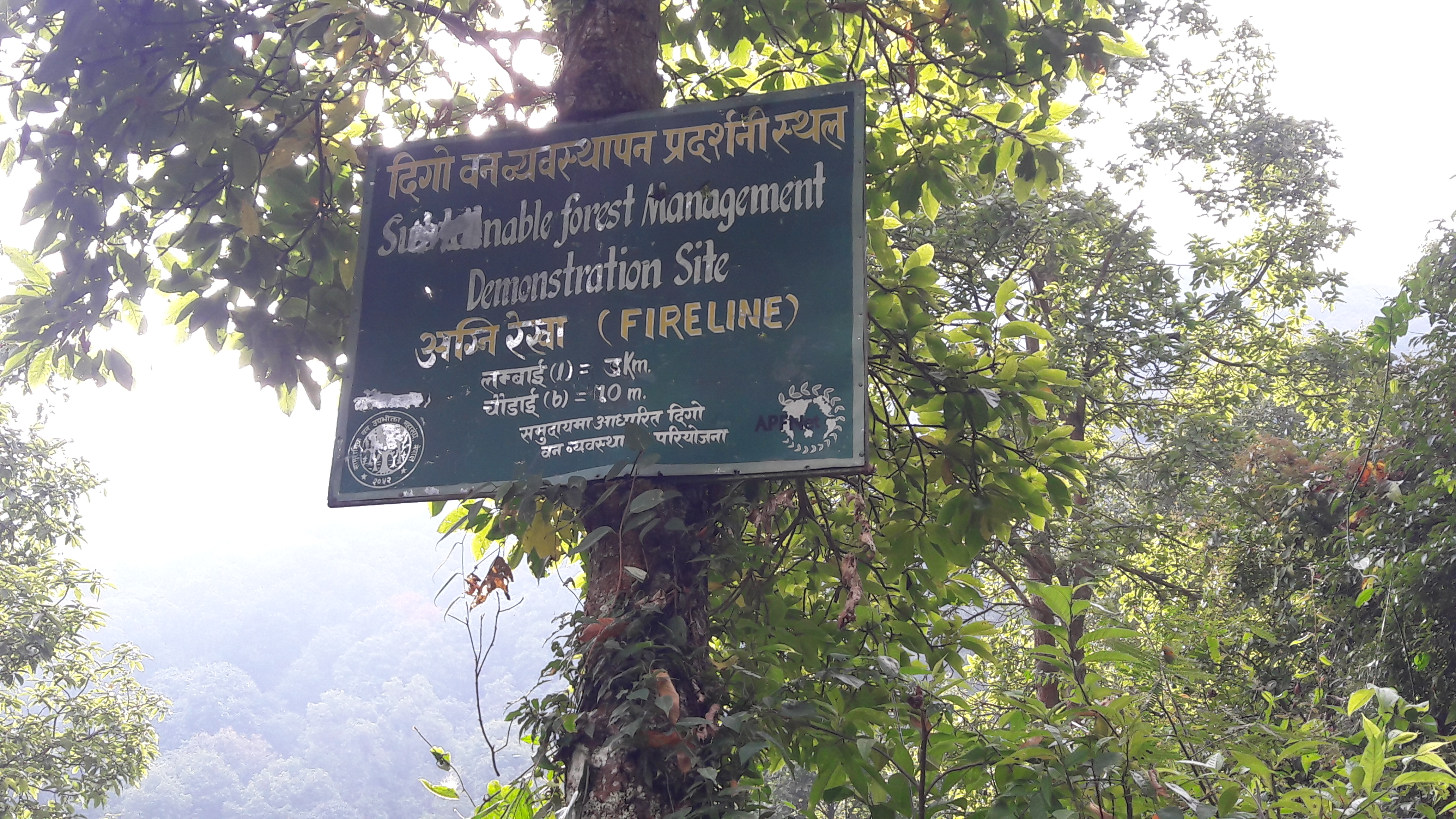
تم تنفيذ برامج مختلفة لحماية مناطق الغابات في نيبال

المسكن المستدام أو الموئل المستدام هو نظام طبيعي لإنتاج الغذاء وهو ملجأ للناس والكائنات الحية الأخرى، وبهذه الطريقة وبدون استنزاف للموارد لا يتم اهمال أي نفايات خارجية. وبالتالي يمكن للمسكن الطبيعي ان يستمر للمستقبل بدون دعم خارجي من الموارد. كما يمكن ان يتطور المسكن الطبيعي بشكل طبيعي أو يتطور عن طريق الناس المساكن الطبيعية المستدامة التي صممت وصنعت بواسطة الذكاء البشري سوف تحاكي الطبيعة، هذا لو انها ستكون ناجحة. وكل شيء مرتبط بيها تكون مجموعة معقدة من الكائنات الحية وموارد مادية ووظائفية. والكائنات الحية من العديد من المناطق الإحيائية المختلفة يمكن جمعها لتحقيق مختلف المنافذ البيئية. يشير المصطلح في كثير من الأحيان إلى الموائل البشرية المستدامة، والتي عادة ما تنطوي على شكل من أشكال البناء الأخضر أو التخطيط البيئي.